# Sjeverna Frizija (okrug)
Okrug Sjeverna Frizija (njem.: Kreis Nordfriesland, danski: Nordfrisland, sjevernofrizijski: Nordfraschlönj/Nordfriislon/Nuurdfriisklun) je najsjeverniji okrug SR Njemačke. Istodobno je Sjeverna Frizija domovina danskih i sjevernofrizijski manjina. U Sjevernoj Friziji tradicionalno se govori pet jezika: njemački, danski, donjonjemački jezik, južnojutski jezik i frizijski sa svojim narječjem. U gradu Friedrichstadtu govorio se također nizozemski, ali se taj jezik danas više ne koristi. 

## Zemljopis
Okrug Sjeverna Frizija nalazi na sjeverozapadu Schleswig-Holsteina i graniči na sjeveru s Danskom, na zapadu s Okrugom Schleswig-Flensburg i na jugu s Okrugom Dithmarschen. 
Na zapadu je Sjeverno more s nekoliko otoka i niski, travom obrastali otočići (njem.: Hallig). Najpoznatiji otoci su:
- Sylt
- Amrum
- Föhr
- Pellworm

Krajnji dio otoka Sylta je i najsjevernija točka Njemačke. 
Geografski izgled nastao je još u ledeno doba, ali se obala stalno mijenja. Radih olujnih plima more je progutalo dio obale. 1362. je bila jedna od najvećih olujnih plima u kojoj su zauvijek nestali nekoliko krajeva i mjesto Rungholt. Unatoč uzimanju zemlje od mora nije se uspjelo vratiti toliko zemlje koliko je progutalo more.  
U Sjevernoj Friziji postoje 33 zaštićena područja, što je 9,21 % cijelog teritorija okruga. Od prilike 40 % Nacionalnog parka Plitko more Schleswig-Holsteina nalazi se u Sjevernoj Friziji.

### Obrazovanje
U Sjevernoj Friziji ne postoji ni jedno sveučilište. Ali potrebno je spomenuti da u okrugu ima 15 škola za dansku manjinu.

### Gospodarstvo
U Sjevernoj Friziji stanovnici se bave pretežno poljoprivredom, ribarenjem, srednje građanskom zanatima i turizmom. 
U okrugu se nalazi otrilike 100.000 kreveta za goste, od tih kreveta više od polovice se nalazi na otoku Syltu. 2004. je Sjevernu Friziju posjetilo 1,1 milijuna turista s prometom od 1,2 milijardi eura
Do listopada 2005. sagrađeno je 660 vjetrenjača. 

### Promet
Željeznica i brodovi imaju veliko značenje za turizam i radnike koji moraju putovati u Kiel ili Hamburg.
Najvažnija željeznička veza je između Hamburga i Westerlanda.
Većina otoka i otočića trajektima su spojeni s obalom. Sylt je čak direktno spojen željeznicom.
U Sjevernoj Friziji cestovna je infrastruktura relativno loša.
Zračne luke nalaze se u Westerlandu, Husumu, Wyku i St. Peter-Ordingu. Jedino zračna luka na Syltu (Westerland) nema samo regionalno značenje.

## Gradovi, općine i službe
(Stanovnici 30. srpanj 2005.)
| Gradovi i općine                                                                                    | Gradovi i općine | Gradovi i općine |
| --------------------------------------------------------------------------------------------------- | --- | ---------------- |
| - 1. Bredstedt, grad (5.095) - 2. Husum, grad (22.549) - 3. Leck (7.659) - 4. Niebüll, grad (9.001) | - 5. Reußenköge, [Uprava je u gradu] (358) - 6. Sankt Peter-Ording (4.093) - 7. Tönning, grad (5.017) - 8. Westerland, grad (9.072) |                  |

Službe
| - 1. Bökingharde - 2. Bredstedt-Land - 3. Eiderstedt - 4. Föhr-Amrum - 5. Friedrichstadt - 6. Hattstedt - 7. Karrharde (sjedište: Leck) | - 8. Landschaft Sylt - 9. Nordstrand - 10. Pellworm - 11. Stollberg - 13. Amt Treene - 14. Viöl - 15. Wiedingharde (sjedište: Niebüll) |

## Vanjske povezice
- Službena stranica Okruga Sjeverna Frizija  Arhivirana inačica izvorne stranice od 30. prosinca 2003. (Wayback Machine)
- Zajednica za podupiranje gospodarstva u Sjevernoj Friziji
- Nordfriisk Instituut